# Пелукки, Маттео
Маттео Пелукки (итал. Matteo Pelucchi, род. 21 января 1989 в Джуссано, Ломбардия, Италия) — итальянский профессиональный шоссейный велогонщик, выступающий за команду IAM Cycling.

## Главные выступления
| 2007 - 1-й — Чемпионат Италии среди юниоров по трековым велогонкам 2010 - 1-й — Trofeo Papà Cervi 2011 - 1-й — Классика Альмерии 2012 - 1-й на этапе 5 Четыре дня Дюнкерка - 1-й на этапе 3 Дороги Уазы 2013 - Circuit de la Sarthe - 1-й на этапе 1 - 1-й — Очковая классификация | 2014 - 1-й на этапе 2 — Вуэльта Бургоса - 1-й на этапе 2 — Тиррено — Адриатико - 2-й — Grand Prix de Denain 2015 - 1-й — Trofeo Santanyi-Ses Salines-Campos - 1-й — Trofeo Playa de Palma - 1-й на этапе 2 и 3 - Тур Польши |

## Статистика выступлений наГранд Турах
| Гранд Тур | 2014 | 2015 |
| --------- | ---- | ---- |
| Джиро     | —    | сход |
| Тур       | —    | —    |
| Вуэльта   | сход | ...  |